# Рой Томас
Рой Томас (на английски: Roy Thomas) е американски писател на комикси и редактор и първи наследник на мястото Стан Лии като главен редактор на Марвел Комикс. Известен е с това, че представя Конан Варварина в комиксите със серия която добавя към света на Робърт Хауърд. Томас е известен още с писането на Х-Мен (Екс-Мен) и Отмъстителите (Avengers).